# Marquesado de Arenas
El marquesado de Arenas es un título nobiliario español creado por el rey Alfonso XIII en favor de César Jiménez y Arenas, senador del reino, el 9 de abril de 1924 por real decreto y el 3 de julio del mismo año por real despacho.

## Marqueses de Arenas
|                           | Titular                         | Periodo                   |
| Creación por Alfonso XIII | Creación por Alfonso XIII       | Creación por Alfonso XIII |
| ------------------------- | ------------------------------- | ------------------------- |
| i                         | César Jiménez y Arenas          | 1924-1967                 |
| ii                        | Manuel Silvela y Jiménez-Arenas | 1968-2018                 |
| iii                       | Manuel Felipe Silvela Silvela   | 2018-presente             |

## Historia de los marqueses de Arenas

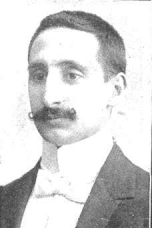
César Jiménez Arenas, primer marqués de Arenas, en 1914, antes de la obtención del título

- César Jiménez y Arenas,[2] i marqués de Arenas, senador del reino, empresario, caballero de la Orden de Isabel la Católica (1922), mayordomo de semana del rey (1923).

Casó con María de Benito y Domínguez, hija del senador Isidro Benito Lapeña. Sus hijas Teresa y Natividad emparentaron con los Aboín y los Silvela, y sus nietos con los Silvela y los Alcázar, familias propietarias y políticas abulenses de la Restauración. El 12 de enero de 1968 —tras orden del 27 de octubre de 1967 para que se expida carta de sucesión (BOE del 4 de noviembre)— le sucedió su nieto:
- Manuel Silvela y Jiménez-Arenas, ii marqués de Arenas.

Casó con Gabriela Silvela y del Alcázar, condesa del Castillo de Vera. Le sucedió —tras orden del 1 de octubre de 2018 para que se expida carta de sucesión (BOE del día 15 del mes)—, su hijo:
- Manuel Felipe Silvela Silvela, iii marqués de Arenas y viii conde del Castillo de Vera.